# Віштедт
Віштедт (нім. Wistedt) — громада в Німеччині, розташована в землі Нижня Саксонія. Входить до складу району Гарбург. Складова частина об'єднання громад Тоштедт.
Площа — 18,49 км2. Населення становить 1753 ос. (станом на 31 грудня 2021).